# بوالفتح
بوالفتح (بالفارسية: بوالفتح) هي قرية تقع في قسم ليراوي الجنوبي الريفي (مقاطعة ديلم) في إيران. يقدر عدد سكانها بـ 98 نسمة بحسب إحصاء 2016.